# Alessandro Trimarchi
Alessandro Trimarchi (ur. 24 sierpnia 1972 w Katanii) – włoski siatkarz, występował w Serie A, w drużynie Lube Banca Macerata, obecnie w Sp TTlines Energia Siciliana. Gra na pozycji libero.
Mierzy 185 cm.

## Kariera
- 1991–1994  San Cristoforo Catania
- 1994–1996  Samia Vicenza Volley
- 1996–1997  Boomerang Verona
- 1997–1998  Pallavolo Noventa
- 1998–1999  Everap Trebaseleghe
- 1999–2000  Casa Modena Unibon
- 2000–2002  Roma Volley
- 2002–2003  Icom Latina
- 2003–2005  RPA Perugia
- 2005–2006  Itas Diatec Trentino
- 2006–2007  Lube Banca Macerata
- 2007–2008  Sp TTlines Energia Siciliana A2